# Dactylastele
Dactylastele là một chi ốc biển, là động vật thân mềm chân bụng sống ở biển trong họ Calliostomatidae.

## Các loài
Các loài trong chi Dactylastele gồm có:
- Dactylastele burnupi (E.A. Smith, 1899)[3]
- Dactylastele duplicatum (A. Adams, 1851)[4]
- Dactylastele nevilli (Sowerby, 1905)[5]
- Dactylastele nevilli (Sowerby, 1905)[5]
- Dactylastele poupineli (Montrouzier in Souverbie & Montrouzier, 1875)[6]